# サインタイム
サインタイム株式会社（本社：東京都渋谷区）は電子契約サービスSignTime（サインタイム）を開発・運営をしている企業。

## 概要
2020年9月にジム・ワイザーとジョナサン・シーゲルによって設立された日本企業である。
2021年3月に電子契約サービスSignTime（サインタイム）をリリース。日本語・英語の２言語に対応し、ソフトウェアをインストールせずに使用できるサービスとなっている。
また、東京都産業労働局による「テレワーク東京ルール」実践企業宣言制度において、全社員のリモートワークや在住地や就業可能時間にしばられないハイパーフレックスタイム導入を宣言している。

## 沿革
2020年9月　ジム・ワイザーとジョナサン・シーゲルによって設立
2021年2月　「テレワーク東京ルール」実践企業に登録
2021年3月　電子契約サービスSignTime（サインタイム）をリリース
2021年6月　シリーズAラウンドにおいて資金調達を実施したことを発表
2021年7月　ダグラス・ハイマスが顧問に就任
2021年9月 　米国に子会社SignTime USA Incを設立
2022年7月　サインタイム株式会社がシリーズBラウンドで3億9,000万円の追加資金調達